# Frederick West (1767-1852)
Lord Frederick West (1767 – 22 marzo 1852) è stato un politico inglese.

## Biografia
Era il figlio del tenente generale e ciambellano della regina Carlotta John West, II conte De La Warr, e di sua moglie, Mary Wynyard.
I suoi nonni paterni erano John West, I conte De La Warr e Lady Charlotte McCarthy mentre i suoi nonni materni erano il tenente generale John Wynyard e Catherine Allestrec.
Fu educato alla Harrow School.

## Carriera
Nel 1801 prestò servizio come consigliere a Denbigh e nello stesso anno fu eletto membro del Parlamento per Denbigh. Nel 1806, è stato estromesso dal Parlamento da suo cognato, Robert Myddelton Biddulph.
Fu capitano dei volontari del Berkshire nel 1803 e nella milizia del Berkshire nel 1808. Nell'autunno del 1804, Giorgio III lo visitò a Culham Court. Tra il 1810 e il 1815 fu Groom of the Chamber. Dal 1821 al 1822 fu sceriffo del Berkshire.

## Matrimoni

### Primo Matrimonio
Sposò, il 17 aprile 1792, Charlotte Mitchell (?-13 giugno 1795), figlia di Richard Mitchell. Ebbero una figlia:
- Charlotte Louisa West (?-27 gennaio 1869)[4]

### Secondo Matrimonio
Sposò, il 31 maggio 1798, Maria Myddelton (1772-23 ottobre 1843), figlia di Richard Myddleton. Ebbero un figlio:
- Frederick Richard West (1799-1 maggio 1862), sposò in prime nozze Lady Georgiana Stanhope, non ebbero figli, e in seconde nozze Theresa Whitby, ebbero sei figli.